# Valdis Dombrovskis
Valdis Dombrovskis, född 5 augusti 1971 i Riga, är en lettisk politiker. Han har varit Lettlands premiärminister 2009–2014 och är sedan 2014 EU-kommissionär. 
Dombrovskis är medlem av det konservativa partiet Enhet och var finansminister 2002–2004. Han var ledamot av Europaparlamentet från 2004 till 2009 då han efterträdde Ivars Godmanis som premiärminister. Hans regeringskoalition bestod av Enhet, De grönas och böndernas förbund samt Fosterland och frihet. Dombrovskis tid som premiärminister präglades av landets dåliga ekonomi i kölvattnet efter finanskrisen 2007–2008 och stora besparingsprogram. Han meddelade sin avgång den 27 november 2013 efter katastrofen i varuhuset Maxima i Riga då 54 människor omkom och 40 skadades efter att taket i varuhuset rasat in. Hans regering fortsatte som en expeditionsregering fram till att Laimdota Straujumas regering tillträtt i januari 2014. 
I november 2014 tillträdde Dombrovskis som vice ordförande i kommissionen Juncker och kommissionär med ansvar för euron och dialogen mellan arbetsmarknadens parter. Hans ansvarsområde utökades med finansiell stabilitet, finansiella tjänster och kapitalmarknadsunionen i juli 2016 i samband med Jonathan Hills avgång efter Brexit. 
Dombrovskis har en kandidatexamen i ekonomi för ingenjörer från Rigas tekniska universitet 1995 och en magisterexamen i fysik från Lettlands universitet 1996.